# Merosargus pallifrons
Merosargus pallifrons är en tvåvingeart som beskrevs av Charles Howard Curran 1932. Merosargus pallifrons ingår i släktet Merosargus och familjen vapenflugor.
Artens utbredningsområde är Panama. Inga underarter finns listade i Catalogue of Life.